# Saint-Laurent (Metro Montreal)

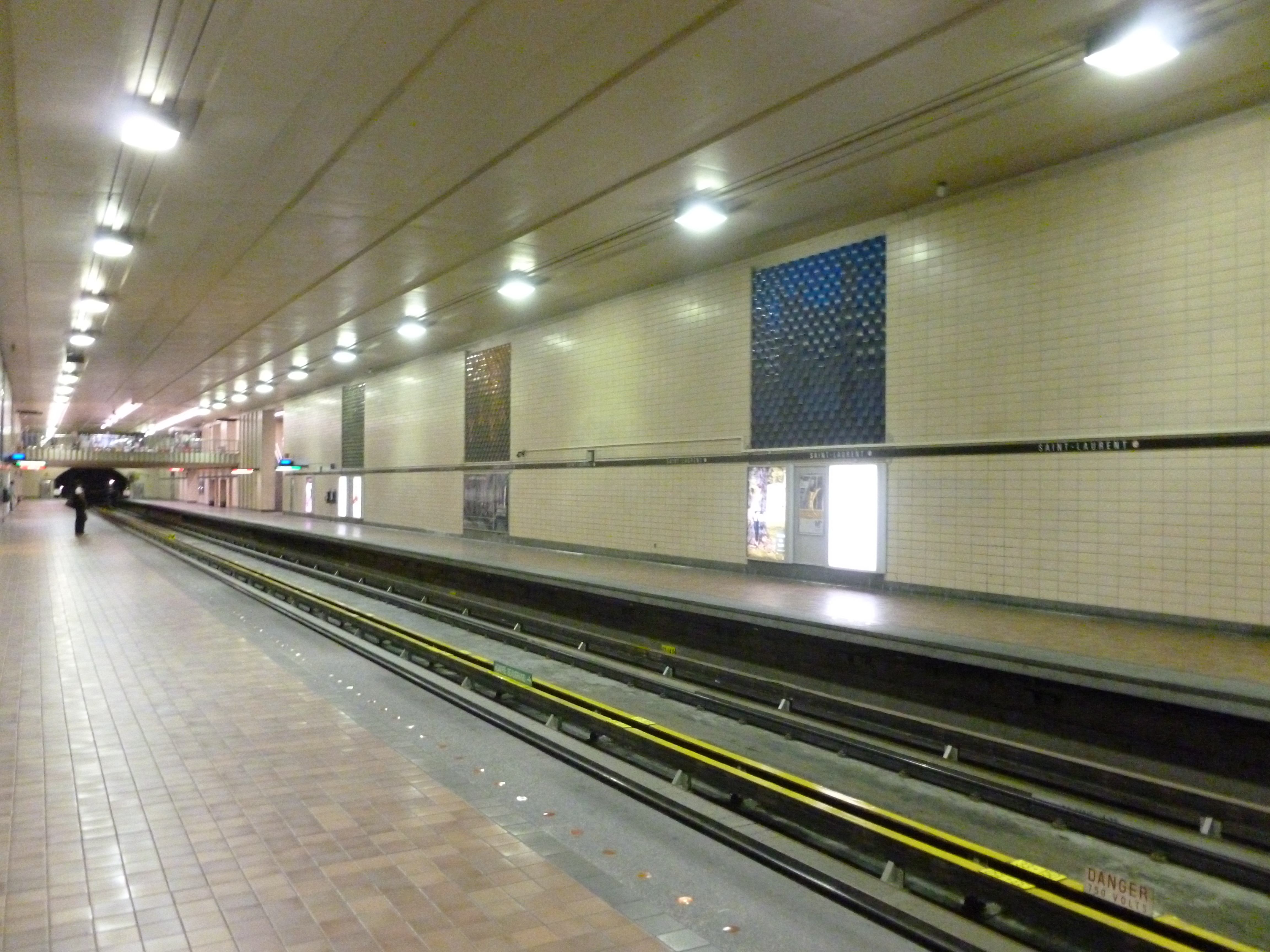
Blick auf die Bahnsteige

Saint-Laurent ist eine U-Bahn-Station in Montreal. Sie befindet sich im Arrondissement Ville-Marie an der Kreuzung von Boulevard De Maisonneuve und Rue Dominique. Hier verkehren Züge der grünen Linie 1. Im Jahr 2019 nutzten 2.236.601 Fahrgäste die Station, was dem 52. Rang unter den insgesamt 68 Stationen der Metro Montreal entspricht.

## Bauwerk

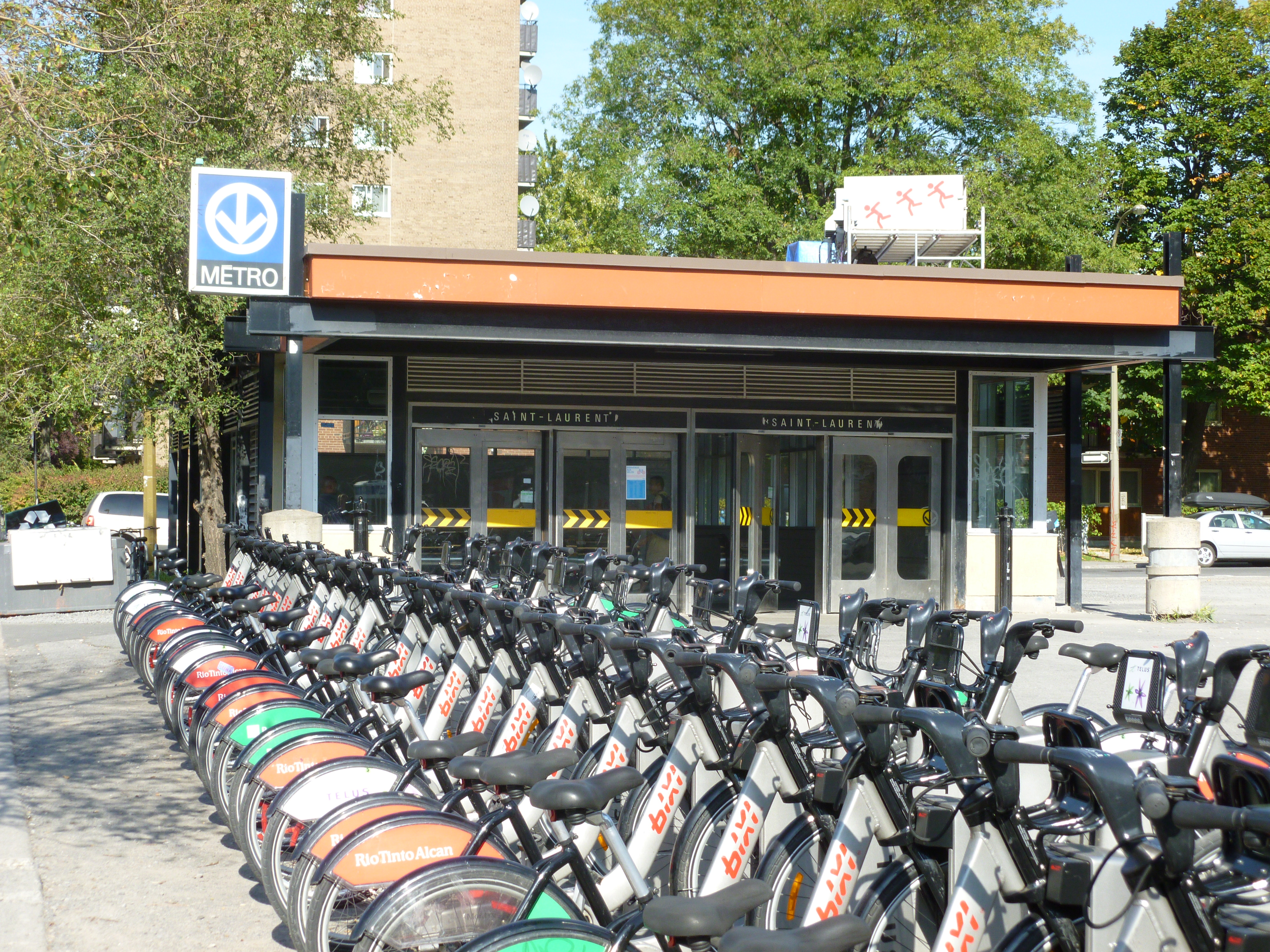
Eingangspavillon

Die vom Architekturbüro Brassard et Warren entworfene Station entstand in offener Bauweise. In 9,1 Metern Tiefe befindet sich die Bahnsteigebene mit zwei Seitenbahnsteigen. Zwölf vom Keramiker Claude Vermette gestaltete Paneele mit farbigen glasierten Ziegeln und unterschiedlichen Mustern lockern das ansonsten schlichte Erscheinungsbild der Wände auf. Von der Verteilerebene aus führt ein kurzer Tunnel zum einzigen Ein- und Ausgang. Als eine der wenigen Stationen im Stadtzentrum ist Saint-Laurent nicht in benachbarte Gebäude integriert, sondern besitzt einen unauffälligen Pavillon.
Die Entfernungen zu den benachbarten Stationen, jeweils von Stationsende zu Stationsanfang gemessen, betragen 354,38 Meter bis Place-des-Arts und 336,80 Meter bis Berri-UQAM. Es bestehen Anschlüsse zu fünf Buslinien und einer Nachtbuslinie der Société de transport de Montréal. Zu den Sehenswürdigkeiten in der Umgebung gehören verschiedene Theater und Veranstaltungshallen im so genannten Quartier des Spectacles.

## Geschichte
Die Eröffnung der Station erfolgte am 14. Oktober 1966, zusammen mit dem Teilstück zwischen Atwater und Papineau. Saint-Laurent gehört somit zum Grundnetz der Montrealer Metro. Namensgeber der Station ist der parallel zur Rue Dominique verlaufende Boulevard Saint-Laurent. Er gehört zu den wichtigsten Durchgangsstraßen der Stadt und führt seit dem Jahr 1720 in das heutige Arrondissement Saint-Laurent, benannt nach dem Heiligen Laurentius von Rom. Im 19. und frühen 20. Jahrhundert bildete der Boulevard die Begrenzung zwischen dem anglophon geprägten Westen und dem frankophon geprägten Osten der Stadt.